# Donnie Dunagan

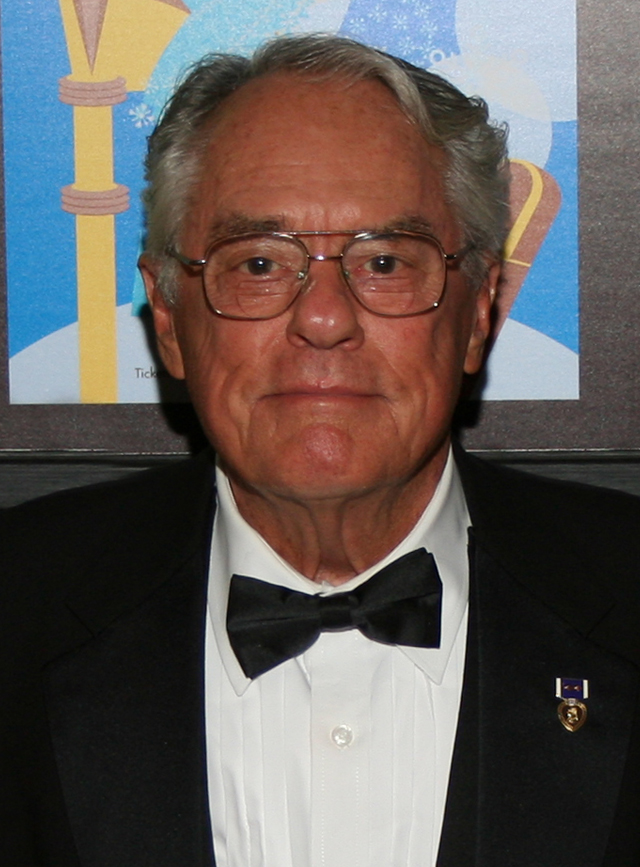
Donnie Dunagan (Oktober 2014)

Donnie Dunagan (* 16. August 1934 in San Antonio, Texas als Donald Roan Dunagan) ist ein ehemaliger US-amerikanischer Kinderdarsteller.

## Leben und Karriere
Donnie Dunagan wurde im texanischen San Antonio geboren, allerdings zog seine Familie bald darauf mit ihm nach Memphis (Tennessee). Seine Familie litt während der Great Depression unter Armut. Mit drei Jahren gewann er bei einem Talentwettbewerb in Memphis 100 US-Dollar und wurde dabei von einem Filmagenten entdeckt. Die Familie zog nach Hollywood, wo er zwischen 1938 und 1941 in insgesamt sieben Filmen auftrat. Er hatte eine größere Rolle als Sohn von Basil Rathbones Figur als Wissenschaftler Frankenstein im Horrorfilm Frankensteins Sohn und spielte als ermordeter Prinz Eduard in der losen Shakespeare-Verfilmung Der Henker von London, jeweils unter Regie von Rowland V. Lee. Mit acht Jahren hatte er 1942 seine letzte Filmrolle, die ihn zugleich seine wohl größte nachhaltige Bekanntheit verschaffen sollte: er sprach in Disneys Zeichentrickfilm-Klassiker Bambi die Titelrolle des Rehs Bambi als Kind (für die Szenen, in denen Bambi jugendlich bzw. erwachsen ist, kamen andere Sprecher zum Einsatz).
Schon mit 13 Jahren arbeitete Dunagan an der Drehmaschine, nachdem seine Eltern sich geschieden hatten und die Mutter bald darauf gestorben war. 1952 trat er mit 18 Jahren den United States Marine Corps bei. Er wurde nach eigenen Angaben zum jüngsten Drill-Instrukteur der Marine und war auch dreimal in Vietnam im Einsatz, wo er mehrmals verwundet wurde. 1977 verließ er die Armee im Rang eines Majors, er erhielt den Bronze Star sowie dreimal das Purple Heart. Vor seinen Soldaten hielt er seine frühere Schauspielkarriere geheim.

## Filmografie
- 1938: Mother Carey’s Chickens
- 1939: Frankensteins Sohn (Son of Frankenstein)
- 1939: The Forgotten Woman
- 1939: Der Henker von London (Tower Of London)
- 1940: Vigil in the Night
- 1941: Meet the Chump
- 1942: Bambi